# Dispur
Dispur (hindi दिसपुर, trb.: Dispur, trl.: Dispur; assamski দিসপুর; ang. Dispur) – miasto w Indiach, od 1973r stolica stanu Asam, zamieszkiwane przez 16 tys. osób (2006). W mieście rozwinięty jest przemysł spożywczy i włókienniczy. Dispur jest częścią większego miasta − Guwahati.